# Isikava Tacuja
Isikava Tacuja (Sizuoka, 1979. december 25. –) japán válogatott labdarúgó.

## Nemzeti válogatott
A japán U20-as válogatott tagjaként részt vett az 1999-es ifjúsági labdarúgó-világbajnokságon.